# Kocsiste
Kocsiste (macedónul: Кочиште) település Észak-Macedóniában, a Pelagonijai körzet Demir Hiszar-i járásában.

## Népesség
| Lakosok száma | 267  | 284  | 274  | 177  | 110  | 57   | 45   | 38   | 10   |
|               | 1948 | 1953 | 1961 | 1971 | 1981 | 1991 | 1994 | 2002 | 2021 |

2002-ben 38 lakosa volt, akik mindannyian macedónok.